# Sophie Edington
Sophie Edington (Australia, 12 de diciembre de 1984) es una nadadora australiana retirada especializada en pruebas de estilo espalda, donde consiguió ser campeona mundial en 2005 en los 4 x 100 metros estilos.

## Carrera deportiva
En el Campeonato Mundial de Natación de 2005 celebrado en Montreal ganó la medalla de oro en los relevos de 4 x 100 metros estilos, nadando el largo de espalda, con un tiempo de 3:57.47 segundos que fue récord de los campeonatos, por delante de Estados Unidos (plata con 3:59.52 segundos) y Alemania (bronce con 4:02.51 segundos).